# Telimena (imię)
Telimena – imię żeńskie o nieustalonej etymologii. Być może powstało poprzez przekształcenie Filomeny na gruncie języka białoruskiego. W literaturze pojawiło się na początku XIX wieku.
Telimena imieniny obchodzi 3 lutego.

## Osoby o imieniu Telimena
- Telimena (Pan Tadeusz) – bohaterka literacka